# Karipski zovoj
Karipski zovoj (lat. Pterodroma hasitata) je morska ptica iz porodice zovoja. Vjerojatno izumrli jamajčki zovoj je tamniji oblik ove ptice, često je smatrana podvrstom ove ptice.

## Vanjske poveznice
|  | Zajednički poslužitelj ima stranicu o temi Pterodroma hasitata    |
|  | Zajednički poslužitelj ima još gradiva o temi Pterodroma hasitata |
|  | Wikivrste imaju podatke o taksonu Pterodroma hasitata             |